# Cárfátít nyelv
A cárfátit (צרפתית) vagy judeo-francia (Cárfát: Franciaország) egy kihalt zsidó nyelv, amelyet valaha zsidó közösségekben beszéltek Franciaország északi részén, és a mai Közép-Nyugat Németországban. Többek között olyan nagyobb városokban, mint Mainz, Frankfurt am Main, és Aachen.
Cárfát (צרפת) Franciaország héber neve, a mai Libanonban található Szarafand (a bibliai Szarepta), egykor volt föníciai kisváros nevéből származik. Sokan úgy vélik, a cárfátit volt a zsidók eredeti nyelve, mielőtt átvették volna a középkorban az Althochdeutsch nyelvet (ófelnémet). Vélhetőleg azért esett a választás צרפת-ra, mert visszafelé a פרץ hangzása hasonlít Franciaország nevére (fræns).
A héber alefbétet használták írására, és először a 11. században jelent meg Szentírás (Tanakh) és Talmud kommentárokban, magyarázatokban.
Cárfátit nyelven írt rabbi Rási (רש"י) és rabbi Mose HáDársán (משה הדרשן).
A folyamatos üldözés és zaklatás végeredményeként lezajló nagy vándorlás következtében feledésbe merült ez a rövid életű, de fontos nyelv a 14. században.
A többi indoeurópai zsidó nyelvekkel ellentétben feltüntették a magánhangzókat (beleértve az ófrancia magánhangzókat is) és elterjedten használták a pontozásos rendszert (nikud). Kevés héber jövevényszót találhatunk benne és ezért inkább úgy tűnik, hogy mint ófrancia dialektust használták egy saját helyesírással. Az ófranciának nem volt kialakult sztenderdje.